# Кронштадт (плавучая мастерская)

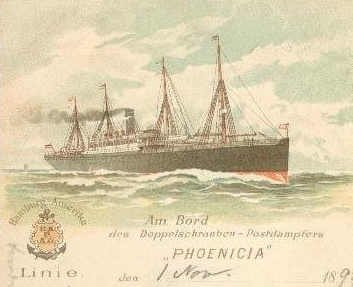
«Финикия» («Phoenicia») в 1898 году.

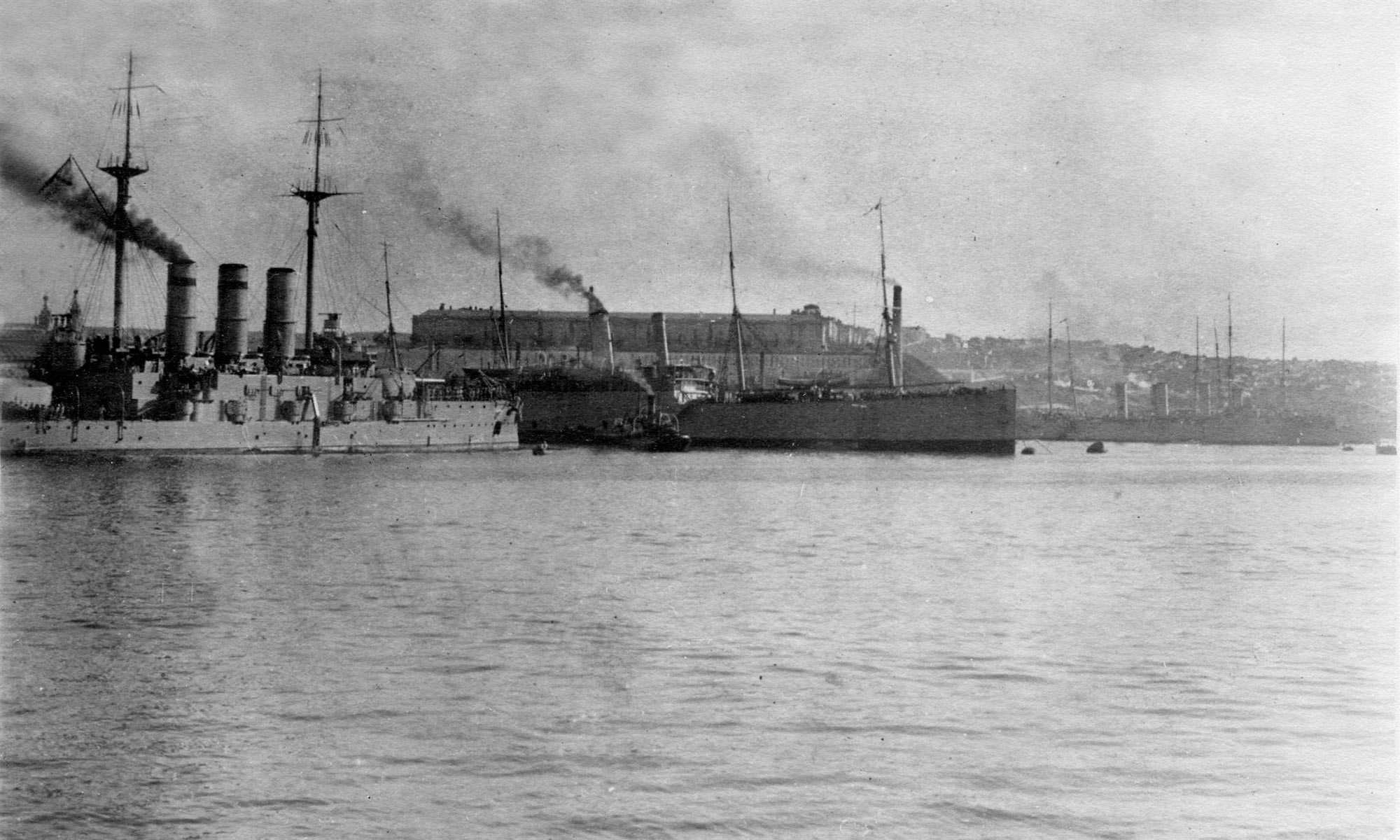
«Евстафий» и «Кронштадт» в Севастополе.

«Кронштадт» — плавучая мастерская императорского Черноморского и белогвардейского флота, участвовала в Первой мировой и гражданских войнах.

## История
- 15 сентября 1894 года — спущена на воду в Гамбурге на верфи Blohm & Voss как четвёртый товаро-пассажирский пароход класса P, спроектированный с целью максимальной оптимизации перевозок.
- 15 — 29 января 1895 года — Первый трансатлантический рейс Гамбург — Гавр — Нью-Йорк. Ходила под флагом пассажирской компании HAPAG под названием «Phoenicia» («Финикия»).
- 1900 году — в качестве транспорта участвовала в переброске войск в Китай для подавления Боксёрского восстания.
- 29 октября 1904 году — вышла в свой последний трансатлантический рейс.
- Осень 1904 года — продана России, прошла капитальный ремонт на верфи Blohm & Voss и переименована в «Кронштадт».
- 25 мая 1905 года — зачислена в состав Черноморского флота.
- 1920 году в составе русской эскадры ушла из Севастополя.
- 1921 году в порту Бизерта на судне вспыхнула чума, судно перевели под порт Тулон.